# Nothopsyche speciosa
Nothopsyche speciosa är en nattsländeart som beskrevs av Kobayashi 1959. Nothopsyche speciosa ingår i släktet Nothopsyche och familjen husmasknattsländor. Inga underarter finns listade i Catalogue of Life.